# الأدب الياباني في العصور الوسطى

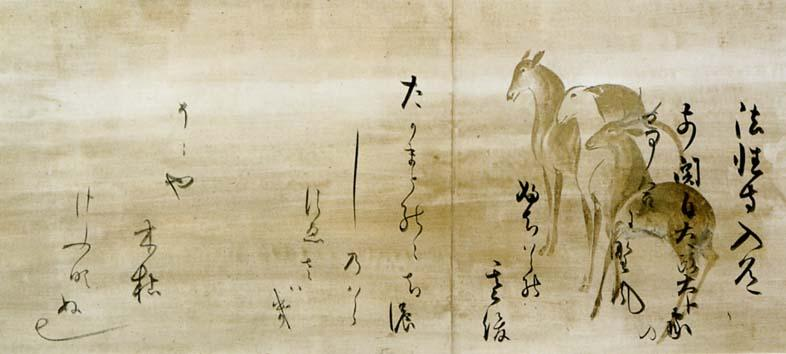

الأدب الياباني في العصور الوسطى (بالإنجليزية: Medieval Japanese literature)‏. كانت فترة العصور الوسطى في اليابان (متضمنةً فترات كاماكورا، نانبوكوشو وموروماتشي، وفي بعض الأوقات فترة أزوتشي-موموياما) مرحلة انتقالية بالنسبة لأدب الأمة. إذ توقفت مدينة كيوتو عن كونها المركز الحصري للأدب مع ظهور كتّاب وقُراء بارزين على امتداد البلاد، وتطورت تشكيلة أوسع من أنواع الأدب وأشكاله نتيجةً لذلك، مثل قصص غانكي مونوغاتاري وأوتوغيزوشي النثرية، وقصائد رينغا المتواصلة، بالإضافة إلى مجموعة متنوعة من الأشكال المسرحية مثل نو. يمكن تقسيم الأدب الياباني في العصور الوسطى عمومًا إلى فترتين: بدايات العصور الوسطى وأواخرها، استمرت الأولى نحو 150 عامًا منذ نهاية القرن الثاني عشر حتى منتصف القرن الرابع عشر، واستمرت الأخيرة حتى نهاية القرن السادس عشر.
شهدت العصور الوسطى استمرار النزعات الأدبية خاصةَ الفترة الكلاسيكية، إذ تُوبعت كتابة مجلس الخيال (مونوغاتاري)، ووصل تأليف شعر واكا إلى مستويات جديدة في عهد شين كوكين واكاشو، وهي مُختارات جمّعها فوجيوارا نو تيكا وآخرون بأمر من الإمبراطور غو توبا. كان الغانكي مونوغاتاري، أو حكاية حرب، أحد الأنواع الأدبية الجديدة التي نشأت في هذه الفترة، وقصة الهائيكي -إعادة سرد درامية لأحداث الحرب بين عشيرتي ميناموتو وتايرا- خير مثال عليه. فضلًا عن هذه الحكايات البطولية، أُنتجت عدة أعمال تاريخية وشبه تاريخية في هذه الفترة، من بينها ميزو كاماغي وغوكانشو. ظهرت مواضيع تعبيرية سُميت زويهيتسو بظهور هوجوكي لكامو نو تشومي وتسوريزوريغوسا لكيكنو. خضعت البوذية اليابانية لإصلاحات خلال هذه الفترة أيضًا، إذ أُسست عدة طوائف جديدة هامة، - كان أشهر مؤسسيها دوغين، شينران، ونيشرين- الذين كتبوا أعدادًا جمةً من أطروحاتٍ شرحوا فيها تأويلاتهم للتعاليم البوذية. استمرت الكتابة باللغة الصينية الكلاسيكية، بدرجات متفاوتة من الجدارة الأدبية ودرجات متفاوتة من التأثير المباشر للأدب المؤلف في القارة، في كونها جانبًا من جوانب الأدب الياباني كما كانت منذ بداياته.
شهدت نهايات العصور الوسطى مزيدًا من التحولات في النزعات الأدبية. بقيت الغانكي مونوغاتاري رائجة، وذلك بظهور أعمال شهيرة في هذا المجال، مثل تايهيكي وسوغا مونوغاتاري، تعكس الحرب الأهلية الفوضوية التي كانت تعيشها البلاد في ذلك الوقت. فتحت مجالس الخيال من الحقب الأولى بابًا للأوتوغوزيشي، التي كانت أوسع من ناحية الموضوع وأكثر جاذبية شعبية لكنها أقصر عمومًا. تابع تأليف الواكا انحداره، إذ أنه كان في ركود بالفعل منذ مختارات شين كوكين واكاشو، لكن هذا الأمر فتح مجالًا لأشكال شعرية جديدة مثل الرينغا والهايكي نو رينغا المتفرع عنه (باكورة ما أصبح الهايكو لاحقًا). ازدهرت الفنون المسرحية خلال نهايات فترة العصور الوسطى، كان النو ونسيبه غير النظامي كيوغين أشهر أنواعها. جُمعت الأغاني الفولكلورية والحكايا الدينية والدنيوية في عدد من المُختارات، وأصبح أدب السفر، الذي كان يزداد شعبية على امتداد فترة العصور الوسطى، مبتذلًا أكثر فأكثر. خلال نهايات القرن السادس عشر، قدّم المبشرون المسيحيون وأتباعهم اليابانيين المتحولين إلى المسيحية أولى الترجمات اليابانية لأعمال أوروبية. بقيت إيسوهو مونوغاتاري، وهي ترجمة لخرافات إيسوب، متداولة حتى بعد أن عزلت البلاد نفسها بصورة كبيرة عن الغرب خلال فترة إيدو. 

## نظرة عامة
استمرت فترة العصور الوسطى اليابانية نحو 400 عام، منذ تأسيس ميناموتو نو يوريموتو لشوغونية كاماكورا وإعادة تسميتها إلى شوغون في العام الثالث من عهد كينكيو (عام 1192) حتى تأسيس توكوغاوا إيه ياسو لشوغونية توكوغاوا في عهد كيشو (عام 1603) عقب معركة سيكيغاهارا عام 1600 التي بدأت فترة إيدو. تُقسم هذه الفترة عادةً، بناءً على مراكز السلطة السياسية، إلى فترات كاماكورا، نانبوكوشو (أو يوشينو)، موروماتشي وأزوتشي موموياما، ويُشار إليها باسم فترة كاماكورا-موروماتشي ببساطة. يُحدد تاريخ بدء هذه الفترة نحو عام 1156 (تمرد هوغين) أو عام 1221 (تمرد جوكيو)، وتُعتبر فترة أزوتشي موموياما أحيانًا جزءًا من الفترة المعاصرة المبكرة أيضًا. حُددت نهاية فترة العصور الوسطى عند دخول أودا نوبوناغا إلى العاصمة كيوتو في فترة إيروكو 11 (عام 1568) أو نهاية سلطة أشيكاغا في فترة تينشو 1 (عام 1573).
تتسم هذه الفترة بالحرب، إذ أنها تبدأ بحرب غينبي وتنتهي بمعركة سيكيغاهارا، مع حدوث نزاعات أخرى مثل تمرد جوكيو، الحرب بين المجلسين الشمالي والجنوبي وحرب أونين (من عام 1467 – حتى عام 1477)، تتوجت هذه الأحداث بانفجار البلاد بأسرها في حرب خلال فترة سينغوكو. تمزق النظام الاجتماعي نتيجة لما سبق، وحدثت تغييرات عامة في المجتمع ومن الطبيعي أن تحدث تحولات في الأساليب والأذواق الأدبية. أصبحت فلسفة المؤقتّيّة (موجو) نافذة، وظهر الكثير من الباحثين عن الخلاص دينيًا، من كلا الناحيتين الجسدية والروحية، وتحديدًا في البوذية.

### المثُل العليا الجمالية
يُعرف المثال الأعلى الأساسي الذي نفخ الروح في الأذواق الجمالية في هذه الفترة باسم يوجين (معناه التقريبي «الغموض» أو «العمق»)، إلى جانب مفاهيم أخرى مثل يوشين (يعني حرفيًا «امتلاك القلب»، الشعر الأكثر «جلالةً» أو «جدية»، خلافًا للألعاب) ويوين (معناه الحرفي «الجمال الأثيري»). نأت هذه المثُل العليا بنفسها عن الواقعية، ممثلةً روح الفن لأجل الفن وهادفة إلى غمس القارئ في عالم «مثالي»، وكانت متناغمة مع المثل العليا للعزلة الرهبانية البوذية (شوكي-تونسي). اختلف الأمر الذي جبلَ يوجين بالضبط على امتداد تاريخه، ومن الأنواع الأدبية العديدة التي تأثرت به كان الواكا («الشعر الياباني»، يعني الشعر باليابانية المحكية، يُكتب إجمالًا على مقياس 5-7-5-7-7)، الرينغا («القصيدة المتواصلة») ومسرح نو.
تضمنت التطورات اللاحقة إن (يعني حرفيًا «برّاق» أو «لامع»)، هاي وسابي (معناه التقريبي «الثبات» أو «التسكين»)، وكانت متصلة بأدب الفترة المعاصرة المبكرة للأدب الياباني. ناقش المترجم والمؤرخ الأدبي دونالد كين كلًا من اليوجين والهاي (الذي ترجمه مستخدمًا كلمة «استرخاء») بصفتها مفاهيم تشاركتها أشكال فن العصور الوسطى المثالية من رينغا ونو. وصف سابي على أنه استُخدم «لطرح جمال خفي خجول يعتبره الشعراء اليابانيون مثاليًا، خاصةً خلال العقود المضطربة من العصور الوسطى اليابانية»، وأعلن أنه ظهر للمرة الأولى نحو عهد شين كوكين واكاشو.
ومع ذلك، كانت هناك نزعة إلى الواقعية في تطورات العصور الوسطى على مفهوم أوكاشي («فَرِح»، «سعيد»، «ساحر»، «فكاهي» أو «زاهٍ»). بدأ الكتّاب محاولة عكس الواقعية بطريقة تهجو الظروف الاجتماعية، أو لأجل المتعة ببساطة.